# 法科布利省
7°23′N 7°23′W / 7.383°N 7.383°W

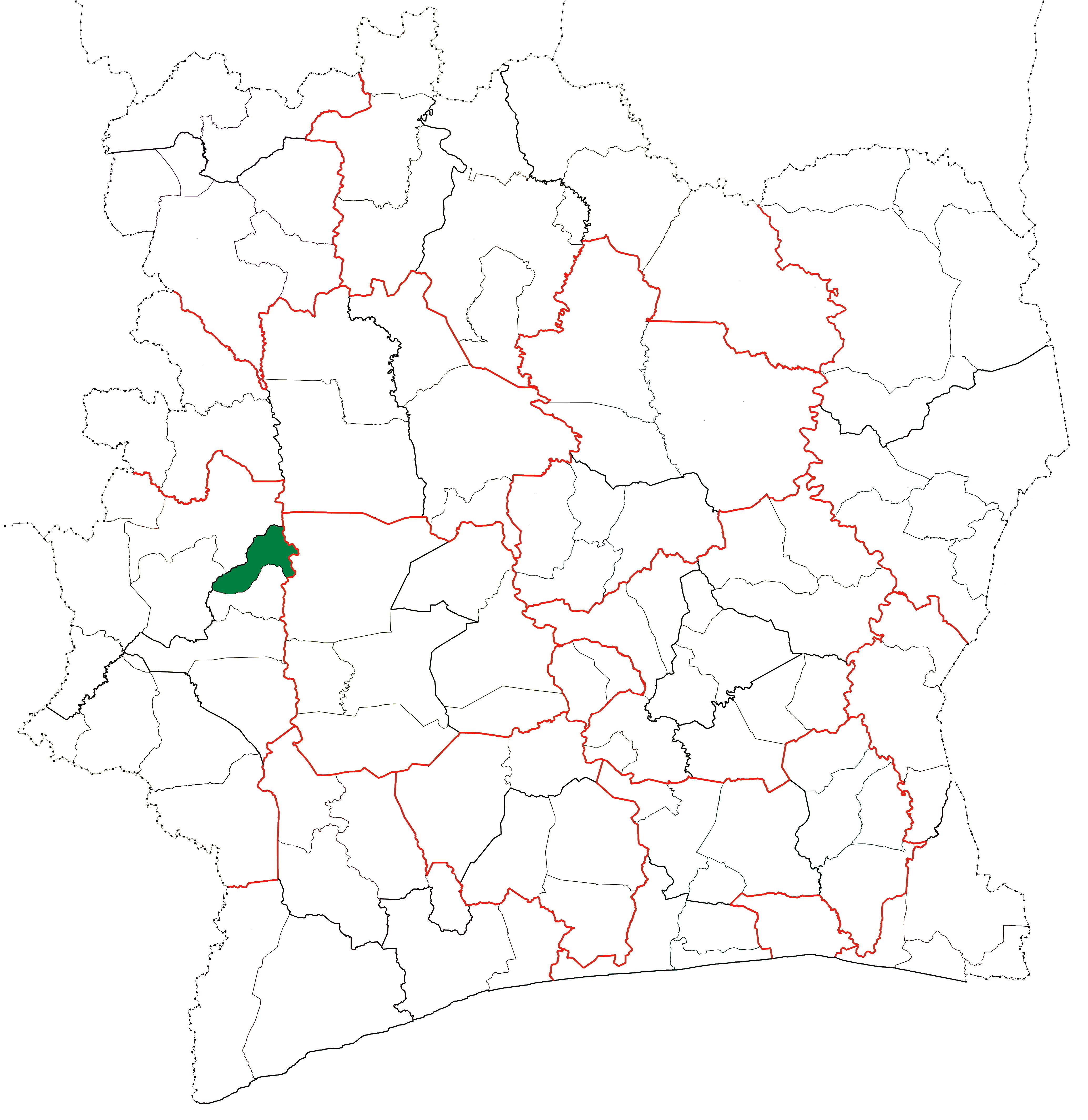

法科布利省（Facobly Department），是科特迪瓦的省份，位於該國西部山地區，由古埃蒙大區負責管轄，北面是通克皮大區，南面是科維布利省，成立於2012年，2014年人口76,507。